# St.-Nikolaus-Bildstock (Heidelberg)

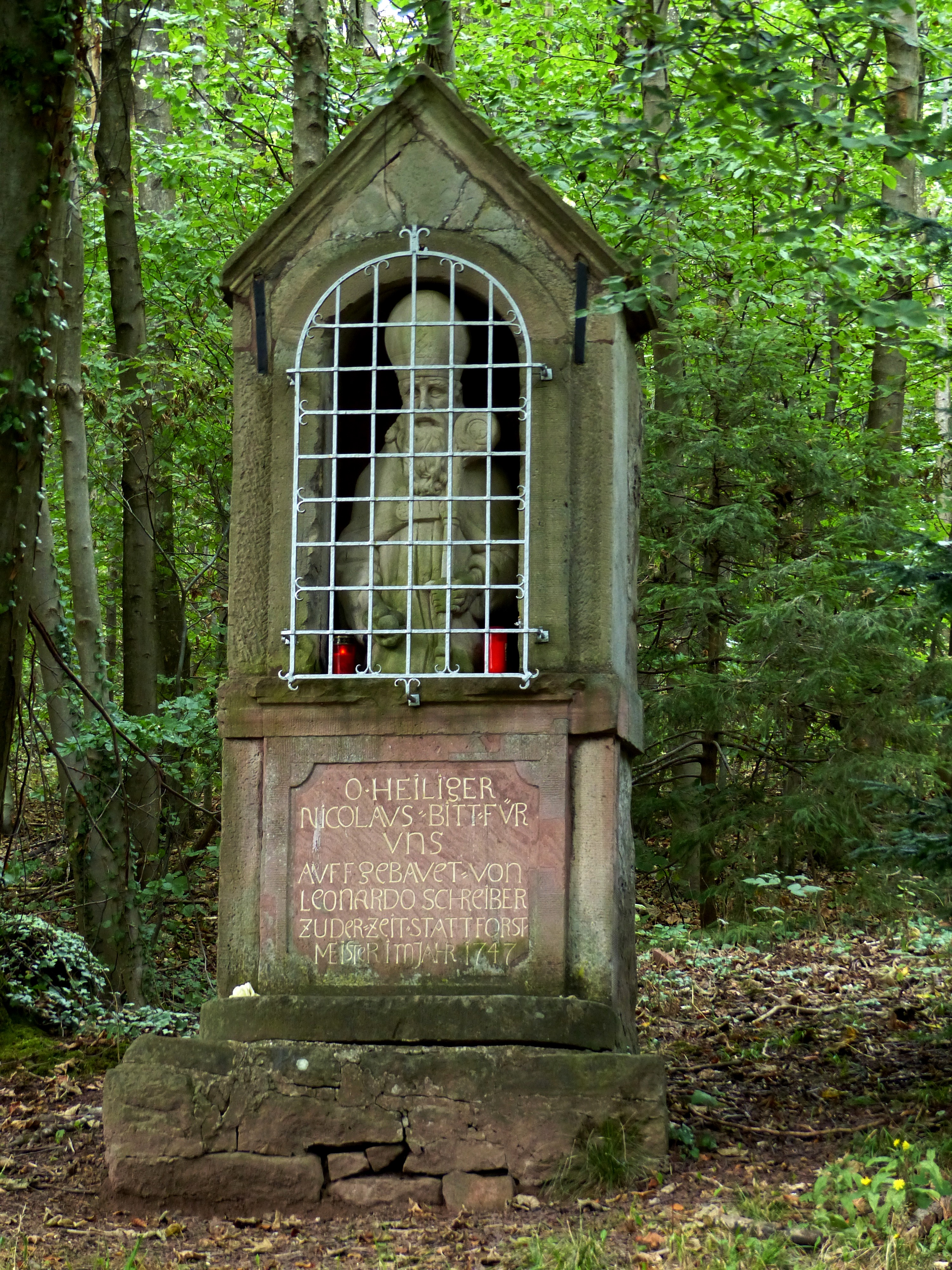
St.-Nikolaus-Bildstock im Heidelberger Stadtwald (Aufn. 2022)

Der St.-Nikolaus-Bildstock im Heidelberger Stadtwald ist ein religiöses Kleindenkmal aus dem Jahr 1747. Die auf einem Buntsandsteinsockel ruhende Skulptur des heiligen Nikolaus von Myra wird jeweils am 6. Dezember (Nikolaustag) von Besuchern mit Kerzen und Blumen geschmückt.

## Historie
Die historische Gedenkstätte trägt auf dem Sockel folgende Inschrift:
Sie weist auf den Erbauer, den damaligen Heidelberger Stadtrat und Stadtforstmeister Leonardo Schreiber hin, der bei einer Begehung im Umfeld der "Drei Eichen" in ein schweres Unwetter geriet. Auf Höhe des später (1910) erbauten Oberen St.-Nikolaus-Weg, entkam er einem heftigen Blitzeinschlag nur knapp. Zum Dank ließ der Forstmeister 1747 an dieser Stelle einen Bildstock zu Ehren des heiligen Nikolaus errichten. Als gelernter Steinmetz schuf L. Schreiber eigenhändig die Statue des Sankt Nikolaus. Gemäß der lateinischen Kirche wurde er traditionell im Gewand eines katholischen Bischofs mit Mitra und Krummstab dargestellt. Etwa 50 Jahre später wurde die Heiligenfigur durch betrunkene Jugendliche aus Gaiberg schwer beschädigt. Bis nach dem Zweiten Weltkrieg stand die Figur ohne Kopf im Bildstock. Ein 1949 aus russischer Gefangenschaft zurückgekehrter Soldat, ließ 1950 als Dank für sein Überleben von einem Bildhauer namens Helmut Waldherr aus Wiesloch eine neue Statue anfertigen. Im Dezember 1950 weihte der damalige Heidelberger Oberbürgermeister Hugo Swart den restaurierten Bildstock ein. Um die Gedenkstätte vor weiterem Vandalismus zu schützen, ist die Heiligenfigur seither durch ein Gitter geschützt.

## Lage

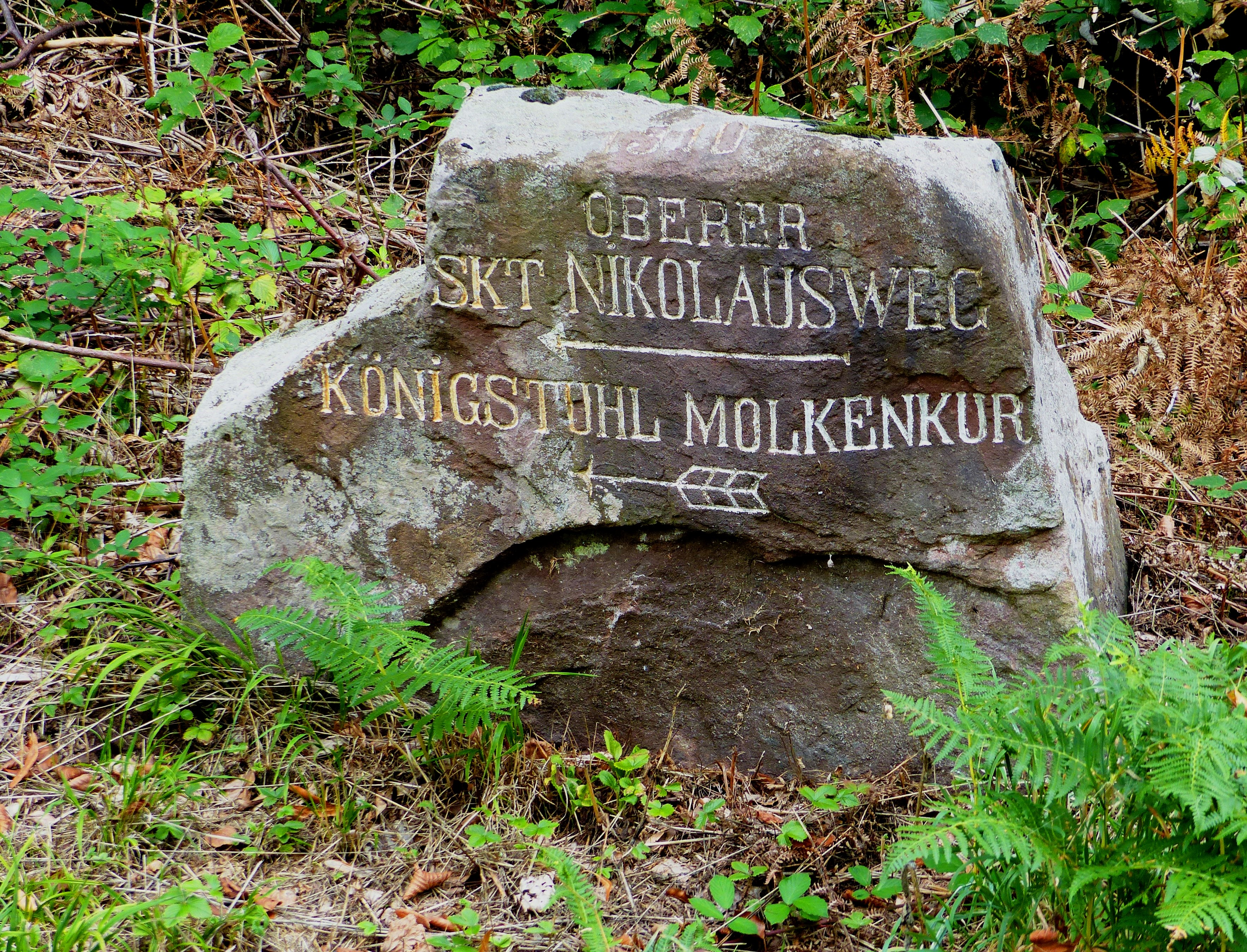
Historischer Wegweiser Oberer St.-Nikolaus-Weg

Der ca. 2,80 m hohe Bildstock findet sich unweit des Waldparkplatzes "Drei -Eichen", nördlich vom Gaiberger Weg (K 7908), am Oberen St.-Nikolaus-Weg. Zum Parkplatz „Drei Eichen“ verkehrt die VRN Buslinie 39 tagsüber stündlich. Eine Sitzbank am Bildstock lädt zum Verweilen ein.
Koordinaten: 49° 22′ 53,5″ N, 8° 43′ 17,9″ O